# Суханов Олександр Никифорович
Олександр Никифорович Суханов (1895 — розстріляний 1938) — радянський партійний діяч, відповідальний секретар Черкаського і Кременчуцького окружних комітетів КП(б)У. Член ЦК КП(б)У в листопаді 1927 — червні 1930 р. Член ВУЦВК.

## Біографія
Член РСДРП(б) з 1913 року.
Перебував на партійній роботі.
У 1925—1926 роках — відповідальний секретар Черкаського окружного комітету КП(б)У.
У 1927—1929? роках — відповідальний секретар Кременчуцького окружного комітету КП(б)У.
Потім — начальник Політичного відділу Ростовського району Північно-Кавказької залізниці.
До 1937 року — начальник Політичного відділу Сталінградської залізниці.
У 1937 році заарештований органами НКВС на Сталінградській залізниці. З січня 1938 року засуджений до розстрілу, розстріляний. Посмертно реабілітований.